# Esskultur der frühen Neuzeit

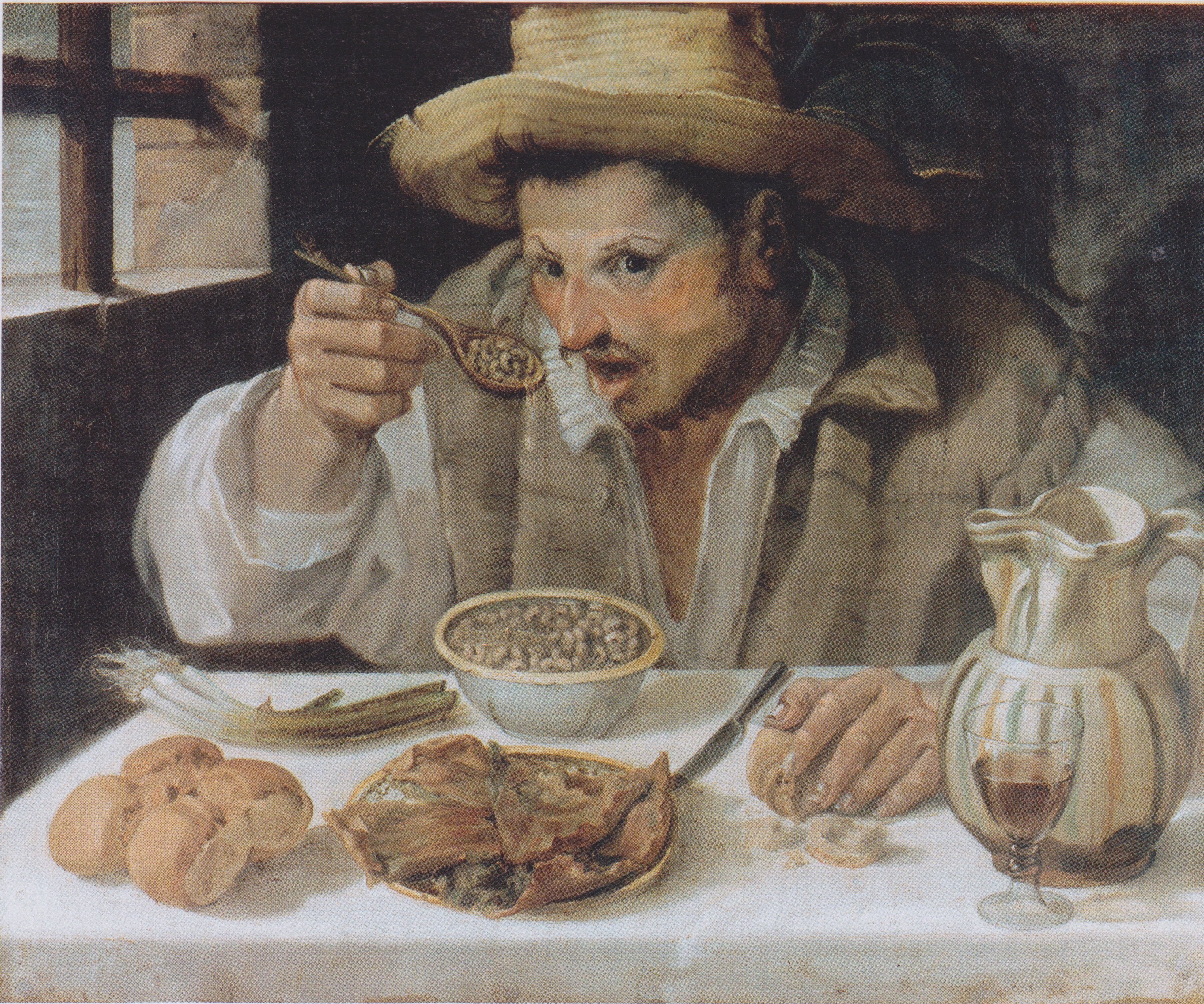
Bohnen zählten zu den wichtigsten Grundnahrungsmitteln der frühneuzeitlichen Europäer; Annibale Carracci: Der Bohnenesser 1580–1590.

Die Küche des frühneuzeitlichen Europa (ca. 1500–1800) ist eine Mischung der mittelalterlichen Küche mit bis in die Neuzeit reichenden Neuerungen. Das Zeitalter war geprägt durch das Aufkommen neuer Ideen, wachsenden Außenhandel, die Reformation und die Revolution der Wissenschaften. Die Entdeckung der neuen Welt, die Schaffung neuer Handelswege nach Asien und die sich ausweitenden Beziehungen ins Ausland bis hinein in das subsaharische Afrika und den Orient brachten Europa eine Fülle neuer Nahrungs- und Genussmittel. Bislang als teurer Luxus geltende Gewürze wurden allgemein erschwinglich; eingeführte und allmählich kultivierte Pflanzen wie Mais, Kartoffeln, Süßkartoffeln, Chili, Kakao, Vanille, Tomaten, Kaffee oder Tee entwickelten sich zu bleibenden Kennzeichen einer gewandelten europäischen Küche.
Diese Zeit führte zu einer Hebung des europäischen Lebensstandards, der sich allmählich in allen Regionen und Schichten der Gesellschaft verbreitete. Dies zog auch beträchtliche Veränderungen der Essgewohnheiten nach sich. Wohl kam ein Nationalbewusstsein in der frühen Neuzeit auf, aber erst im 19. Jahrhundert tauchte der Begriff einer nationalen Küche auf. Zwar gab es Unterschiede bezüglich der Küche, die aber vielmehr regional denn national bedingt waren und eher von klimatischen Gegebenheiten abhingen. Die Klassenunterschiede bildeten eine weitere maßgebliche Trennungslinie; meist fand die Küche der Oberschicht Eingang in die Rezeptsammlungen und Kochbücher der Zeit.

## Mahlzeiten
In den meisten europäischen Regionen nahm man seit dem Mittelalter zwei Mahlzeiten (zeitgenössisch Imbiss genannt) am Tag ein: eine am Vormittag (Früh- oder Morgenmahl, das heutige Mittagessen), eine am späteren Abend (Nachtmahl, Abendessen), zusätzlich zu Zwischenmahlzeiten, wie der Morgensuppe, dem Morgen- und dem Vesperbrot. Die genauen Zeiten variierten nach Ära und Region. In Spanien und Teilen Italiens wie Genua und Venedig bildete das Frühmahl die Nebenmahlzeit, während das Nachtmahl als Hauptmahlzeit galt. Im nördlichen Europa galt das Morgenmahl als Hauptmahlzeit. Die Zahl der Mahlzeiten variierte pro Tag nach Region, Stand und wirtschaftlicher Lage.
In der ländlichen und städtischen Oberschicht des 16. Jahrhunderts waren bis zu vier Mahlzeiten am Tag üblich: Frühstück, Frühmahl, Vesper und Abendessen. Das Frühstück bestand aus einem Becher Wein, das Frühmahl gegen 9 Uhr aus mehreren Gängen und zur Vesper wurde wiederum Wein mit Brot gereicht.
Das Abendessen bildete mit mehreren Gängen die Hauptmahlzeit und wurde zwischen 15 und 18 Uhr serviert. Dabei wurde die Vielfalt der Gerichte nicht nacheinander, sondern gleichzeitig aufgetischt. Süßspeisen beendeten die Mahlzeit.
Die Morgen- und Mittagsmahlzeit der ländlichen Bevölkerung bestand aus einem ständig über dem Herd köchelnden Getreidebrei, der aus dem warmen Kessel gelöffelt wurde. Abends gab es Suppe sowie Brot. Honig bildete einen begehrten Speisezusatz zum Süßen.
Als das Frühstück in Mode kam, bestand es normalerweise aus Kaffee, Tee oder Schokolade, galt aber bis zum 19. Jahrhundert in vielen Teilen Europas als Zwischenmahlzeit. Im Süden, wo das Abendessen die Hauptmahlzeit bildete, blieb das Frühstück ohne Bedeutung, wie es die traditionell leichten Morgenmahlzeiten Südeuropas noch heute zeigen, die normalerweise aus Kaffee oder Tee mit Brot oder Gebäck bestehen. Zweifellos haben die werktätigen Schichten seit dem Mittelalter ein Morgenmahl genossen, unklar bleibt mangels Belegen aber der Zeitpunkt und seine Zusammensetzung.
Das Drei-Mahlzeiten-Modell wurde erst in der Moderne zu einem allgemein gültigen Standard.
Marx Rumpolts New Kochbuch unterscheidet neben Früh- und Nachtmahl auch zwischen Ständen (kaiserliche, königliche, kurfürstliche, erzherzogliche, gräfliche, niederadelige, bürgerliche und bäuerliche Baquette) und zwischen Fleisch- und Fasttagen.

## Nahrungsbestandteile

### Getreide und Getreideprodukte

Pieter Bruegel der Ältere: Getreideernte, Antwerpen, 1525–1530

Für die meisten Europäer bildete das sortenreiche Getreide die wichtigste Ernährungsquelle und das tägliche allgemeine Grundnahrungsmittel. Es war hinsichtlich Qualität und Zubereitung in vielerlei Varianten verfügbar. Die untere Klasse genoss das wegen des höheren Kleiegehaltes grobe Brot, während die obere Klasse das weiße Brot aus fein gemahlenem weißen Weizenmehl verzehrte, wie es bis heute in Europa verbreitet ist. Weizen war wesentlich teurer als anderes Getreide und stand nur wenigen zur Verfügung. Brot wurde aus einer Mischung von Weizen und anderen Getreidesorten zubereitet.
Getreide blieb im frühneuzeitlichen Europa bis in das 17. Jahrhundert unbestrittenes Grundnahrungsmittel. Die bis in diese Zeit bestehende Skepsis gegen aus der neuen Welt importierte Güter wie Kartoffeln und Mais war unter der Bevölkerung allmählich überwunden, und die Kartoffel fand insbesondere in Nordeuropa Akzeptanz, da sie ein weitaus ergiebigeres und flexibleres Gemüse als Weizen war. In Irland zeitigte dies später verhängnisvolle Konsequenzen. Als Anfang des 19. Jahrhunderts viele Länder fast ausschließlich von der Kartoffel abhängig geworden waren, verursachte die Trockenfäule, eine Kartoffelkrankheit, eine Hungersnot und tötete über eine Million Menschen und trieb zwei Millionen in die Auswanderung.
In Nord- und Osteuropa boten Klima und Bodenbeschaffenheit schlechtere Voraussetzungen für den Weizenanbau; Roggen und Gerste behielten in Regionen wie Schottland, Skandinavien und Russland ihre Bedeutung. Roggen diente zum Backen von Schwarzbrot, wie es noch heute in Ländern wie Schweden, Russland und Finnland verbreitet ist. Gerste war im Norden verbreiteter und diente häufig zur Bierherstellung.
Hafer hatte einen nicht unerheblichen Anteil am Getreideanbau, galt aber als minderwertig und diente gemeinhin als Tier-, insbesondere Pferdefutter. Hirse, in weiten Teilen Europas seit prähistorischer Zeit weit verbreitet, verschwand im Wesentlichen bis zum 18. Jahrhundert, obgleich sie durch ihre außergewöhnliche Lagerzeit von bis zu zwanzig Jahren für Notzeiten als überaus geeignet erschien.
Die italienische Küche ersetzte allmählich die Hirse für Polenta durch Mais. Die seit dem Hochmittelalter verbreitete Pasta gewann in der frühen Neuzeit an Popularität, aber es war bis zum Zeitalter der Industrialisierung noch nicht üblich, Hartweizen oder Grieß zur Teigwarenherstellung zu verwenden. In Italien und Spanien wurde in dieser Zeit vielfach Reis angebaut, der aber als minderwertige Nahrung galt, die ausnahmsweise als Reispudding genossen, aber ansonsten ignoriert wurde.

### Gemüse
Erbsen und Bohnen bildeten einen wesentlichen Bestandteil der Ernährung der mittelalterlichen Armen, ihre Bedeutung als Grundnahrungsmittel schwand allmählich durch den Siegeszug des Getreides und vor allem der Kartoffel.

### Fleisch

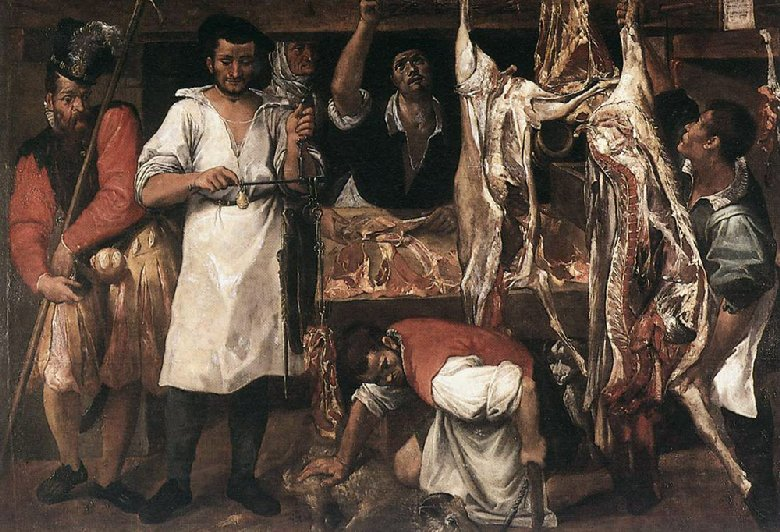
Annibale Carracci, Metzgerei, 1580

Vom Tier wurden alle Bestandteile verwertet. Das Blut fand Verwendung als Blutwurst oder in Suppen, Innereien wurden für Eintopfgerichte und Suppen verwendet oder in Backwerk verarbeitet. Selbst Körperteile, die sichtlich an das lebende Wesen erinnerten, gehörten zum Speiseplan. So konnte selbst ein ganzer Kalbskopf als Gericht kredenzt werden. Ebenso wurden Augen, Zunge oder Backen verzehrt. In einigen Regionen galten diese Organe sogar als Delikatesse.
Der europäische Fleischverzehr war vergleichsweise hoch und galt als soziales Statussymbol. Die Armen hingegen waren zur Stillung des Proteinbedarfs hauptsächlich auf Eier, Milchprodukte sowie Hülsenfrüchte angewiesen. Oft lebten sie in weniger bevölkerten Regionen besser, wo Niederwild und Fisch den Speiseplan bereicherten. Der Fleischkonsum wohlhabender Länder, besonders Englands, lag beträchtlich über dem ärmerer Nationen. In einigen Gebieten, besonders in Deutschland und den Mittelmeerländern, sank etwa seit 1550 der Fleischverbrauch im einfachen Volk im Zusammenhang mit dem Bevölkerungswachstum.

### Fett
Eine Sozialstruktur des frühneuzeitlichen Europa ließe sich durch die Bevorzugung der jeweiligen Fette Olivenöl, Butter oder Schmalz rekonstruieren. Diese Grundnahrungsmittel hatten sich seit der römischen Zeit nicht geändert, aber die Auswirkungen der kleinen Eiszeit im frühneuzeitlichen Europa beeinträchtigten die Nordregionen des Oliveanbaus. Nur Olivenöl war Gegenstand des Fernhandels.

### Zucker
Der bereits seit dem Mittelalter in Europa bekannte aus Indien stammende Rohrzucker war teuer und galt hauptsächlich als Medizin. Ende des 17. Jahrhunderts wuchs die Zuckerproduktion der Neuen Welt an, um die wachsende europäische Nachfrage zu befriedigen, so dass zum Ende der Periode die Seenationen England, Frankreich, die Niederlande und die iberische Halbinsel große Mengen verbrauchten, anders als die übrigen Teile Europas. Zugleich begann man zwischen süßen und herzhaften Gerichten zu unterscheiden; Fleischgerichte wurden weitaus weniger gesüßt als im Mittelalter.

## Getränke

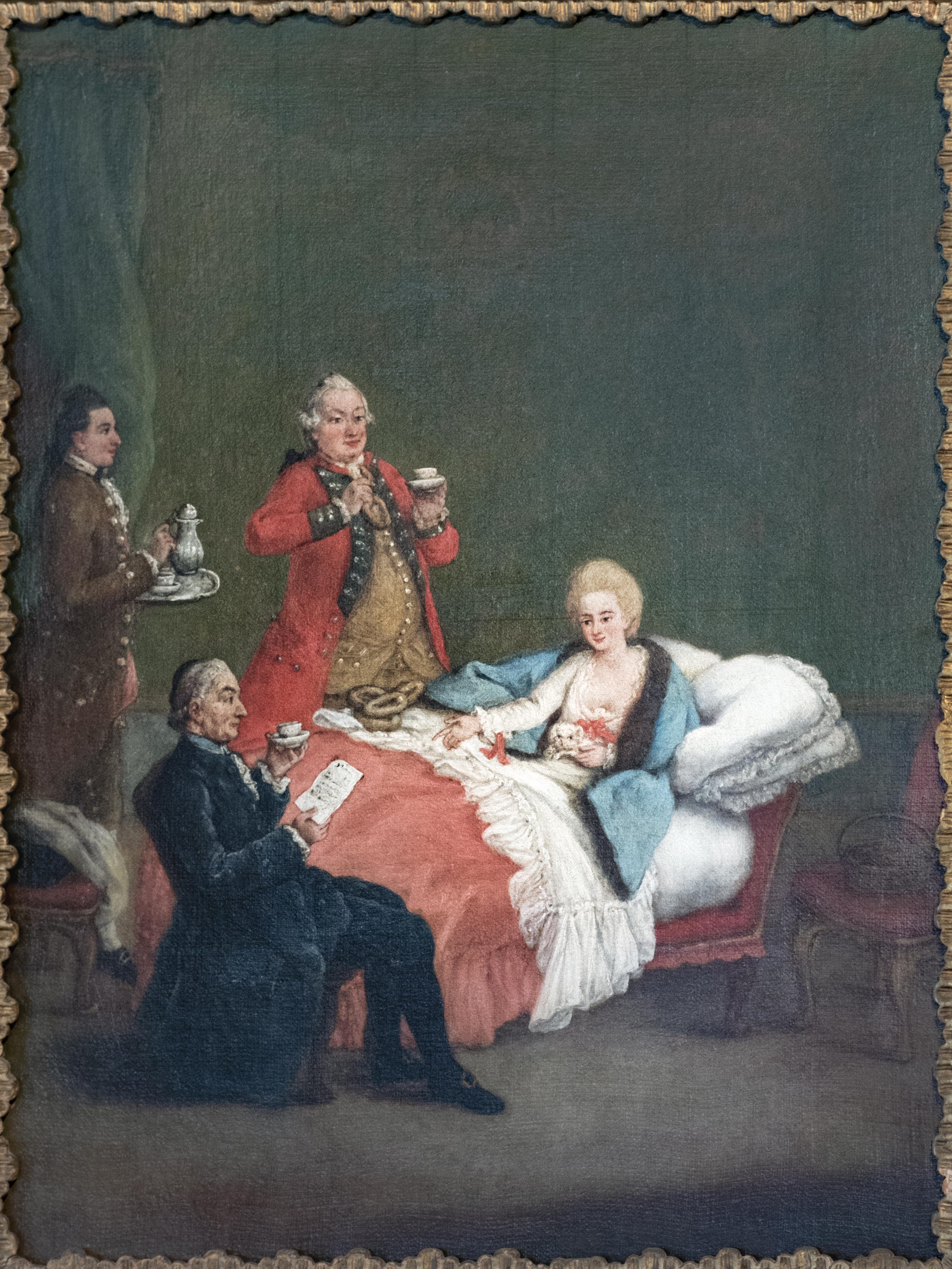
Pietro Longhi: Die Morgenschokolade; Venedig, 1775/80

Wasser galt in Europa bis zur Trinkwasseraufbereitung des industriellen Zeitalters keineswegs als neutrales Tafelgetränk. Jedermann, auch der Ärmste, trank täglich und zu jeder Mahlzeit milde alkoholische Getränke; Wein im Süden, Bier im Norden und Osten. Beide Getränke wurden in zahlreichen Sorten, Jahrgängen und in unterschiedlichster Qualität angeboten. Wohlhabende Nordeuropäer importierten Weine. Ale war die im Mittelalter populärste Form des Bieres in England, wurde aber im 16. Jahrhundert allmählich durch Hopfenbier aus den Niederlanden ersetzt.

### Spirituosen
Die Kunst der Destillation wurde im Europa des 15. Jahrhunderts vervollständigt und viele der heute verbreiteten und bekannten Spirituosen wurden vor dem 18. Jahrhundert erfunden und ergänzt. Der Begriff Weinbrand (von niederdeutsch Brandwein über das holländische brandewijn, „gebrannter Wein“) kam zuerst im 15. Jahrhundert in Deutschland auf. Als Engländer und Holländer in heftige Konkurrenz um die Kontrolle des lukrativen europäischen Exportmarktes gerieten, verlagerten die Holländer ihren Anbau außerhalb der Bordeauxregion, dem traditionellen Gebiet der Engländer. Im Ergebnis gelangten Regionen wie Cognac und Armagnac für die Herstellung hochwertigen Weinbrands zu Ruhm. Viele der heute berühmten Cognacproduzenten, wie Martell, Rémy Martin und Hennessy begannen ihre Geschäfte Anfang bis Mitte des 18. Jahrhunderts. Whisky und Schnaps wurden in kleinen Hausdestillen produziert. Der in Mode gekommene Whisky wurde vermarktet und zum Exportschlager des 19. Jahrhunderts. Gin – mit Wacholder gewürzter Getreidealkohol, von den Holländern erfunden – wurde ab Mitte des 17. Jahrhunderts von Lucas Bols kommerziell produziert. Die Produktion wurde später in England verfeinert und unter der englischen Arbeiterklasse unermesslich populär.
Der im 16. und 17. Jahrhundert zwischen Europa, Afrika und Amerika beginnende Dreieckshandel machte Rum zu einem der bedeutendsten Handelsgüter. Aus Melasse hergestellt, wurde er eines der wichtigsten Zuckerprodukte der Karibik und Brasiliens.

### Kaffee, Tee und Schokolade
Bis zur frühen Neuzeit basierten alle in Europa verbreiteten Getränke auf Alkohol. Der Kontakt mit Asien und Afrika sowie die Entdeckung Amerikas brachte Europa in Kontakt mit Tee, Kaffee und Trinkschokolade. Aber erst nach dem 17. Jahrhundert erreichten die drei Getränke eine allgemeine Popularität. Die neuen Getränke enthielten Koffein oder Theobromin, milde Drogen, die nicht in gleichem Maß wie Alkohol berauschten. Schokolade wurde als erstes exotisches Getränk populär und wurde eines der bevorzugten Getränke des spanischen Adels des 16. und Anfang des 17. Jahrhunderts. Alle drei blieben sehr teuer.